# أود لوندبيرغ
أود لوندبيرغ (بالنرويجية: Odd Lundberg)‏ (و. 1917 – 1983 م) هو رياضي تزلج سريع من النرويج. شارك في ألعاب أولمبية شتوية 1948. توفي في أوسلو، عن عمر يناهز 66 عاماً.

## روابط خارجية
- أود لوندبيرغ على موقع SpeedSkatingBase.eu (الإنجليزية)
- أود لوندبيرغ على موقع SpeedSkatingNews.info (الإنجليزية)
- أود لوندبيرغ على موقع SpeedSkatingStats.com (الإنجليزية)
- أود لوندبيرغ على موقع اللجنة الأولمبية الدولية (الإنجليزية)
- أود لوندبيرغ على موقع أوليمبيديا (الإنجليزية)